# Eilema carbunculosa
Eilema carbunculosa är en fjärilsart som beskrevs av De Toulgoët 1954. Eilema carbunculosa ingår i släktet Eilema och familjen björnspinnare. Inga underarter finns listade i Catalogue of Life.